# Głubczyce
Głubczyce (in tedesco: Leobschütz, in ceco: Hlubčice) è una città polacca, attraversata dal fiume Psina. È situata vicino al confine con la Repubblica Ceca, a circa 62 chilometri da Opole e a nord ovest di Ostrava. Fa parte del voivodato di Opole ed è sede del comune di Głubczyce.

## Storia
L'insediamento venne menzionato per la prima volta nel 1107, come piccolo villaggio nella regione della Moravia chiamato Glubcici, e dominato da un castello. Il villaggio era situato sulla riva destra del fiume Psina, che a partire dal 1137 rappresentò il confine tra Moravia e Slesia. Le prime informazioni riguardo all'istituzione di una città risalgono al 1224, quando venne descritto come insediamento fondato da Ottocaro I col nome di Lubschicz. La città subì una prima distruzione quasi completa a causa delle invasioni mongole; durante le opere di ricostruzione, venne colonizzata anche la riva sinistra del fiume Psina. Nel 1270 Ottocaro II ne riconobbe ufficialmente i diritti di città.
In questo periodo la città era circondata da una cinta muraria completa di torre di guardia e di fossato. Al suo interno venne costruita una chiesa, assegnata da Ottocaro II all'ordine dei cavalieri ospitalieri. Nel 1298 Venceslao II estese i diritti della città tanto che nel 1365 divenne sede di principato, e nel 1482 divenne sede della dinastia dei Přemyslidi. Quando l'ultimo membro della famiglia divenne frate Francescano, il principato cessò praticamente di esistere; nel 1503 la città perse formalmente il suo stato di principato e divenne parte del principato di Jägerndorf (l'attuale città di Krnov).
Nel 1558, sotto la spinta della riforma protestante, vennero costruite una chiesa e una scuola luterane. In seguito alla larga diffusione del protestantesimo nella città, vennero espulsi sia i frati francescani che gli ebrei. Durante la guerra dei trent'anni la città subì una seconda distruzione, in gran parte per opera degli svedesi nel 1645. Nel 1743 cadde sotto il controllo del regno di Prussia, e venne designata capoluogo della regione. Nel 1781 la città contava solamente 2 637 abitanti, ma subì una forte espansione degli anni successivi al punto da portare all'abbattimento di parte dei muri di difesa. Nel 1845 la città contava 4 565 abitanti, che divennero 9546 nel 1870.
Dopo la salita al potere di Adolf Hitler, la città ospitò scuole di addestramento per le truppe tedesche: SS e le SA. La sinagoga venne bruciata nel 1938 (nello stesso periodo della notte dei cristalli). Il 18 marzo del 1945 le truppe sovietiche iniziarono l'assedio della città, che venne difesa dalla 18ª divisione SS Panzergrenadier e dalla 371ª divisione della Wehrmacht. L'assedio terminò il 24 marzo con l'invasione della città da parte dell'armata rossa. Durante l'assedio venne distrutto circa il 40% della città. Con l'occupazione sovietica, la città cambiò il nome in Głubczyce, nome attualmente in uso; divenne inoltre sede di distretto fino al 1975, quando perse questo privilegio, che riguadagnò nel 1999.

## Amministrazione

### Gemellaggi
- Město Albrechtice, dal 2001
- Krnov, dal 2001
- Rusín, dal 2000
- Saint-Rémy-sur-Avre, dal 2002
- Rockenhausen, dal 2003
- Zbaraž, dal 2003

## Galleria d'immagini

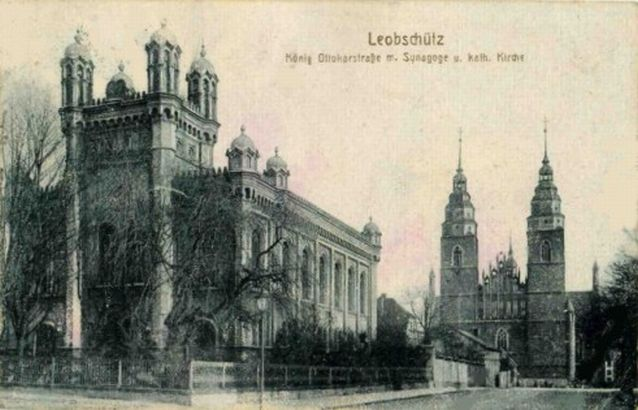
La sinagoga e l'ancora esistente chiesa parrocchiale
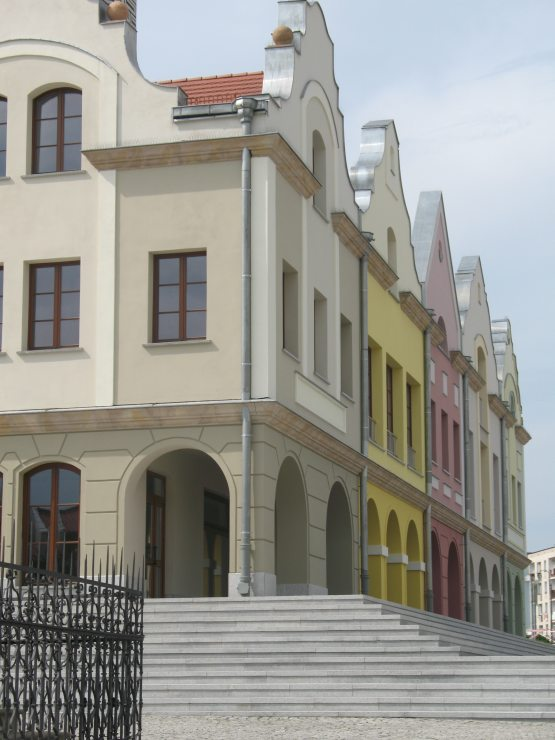
Edifici adiacenti al municipio
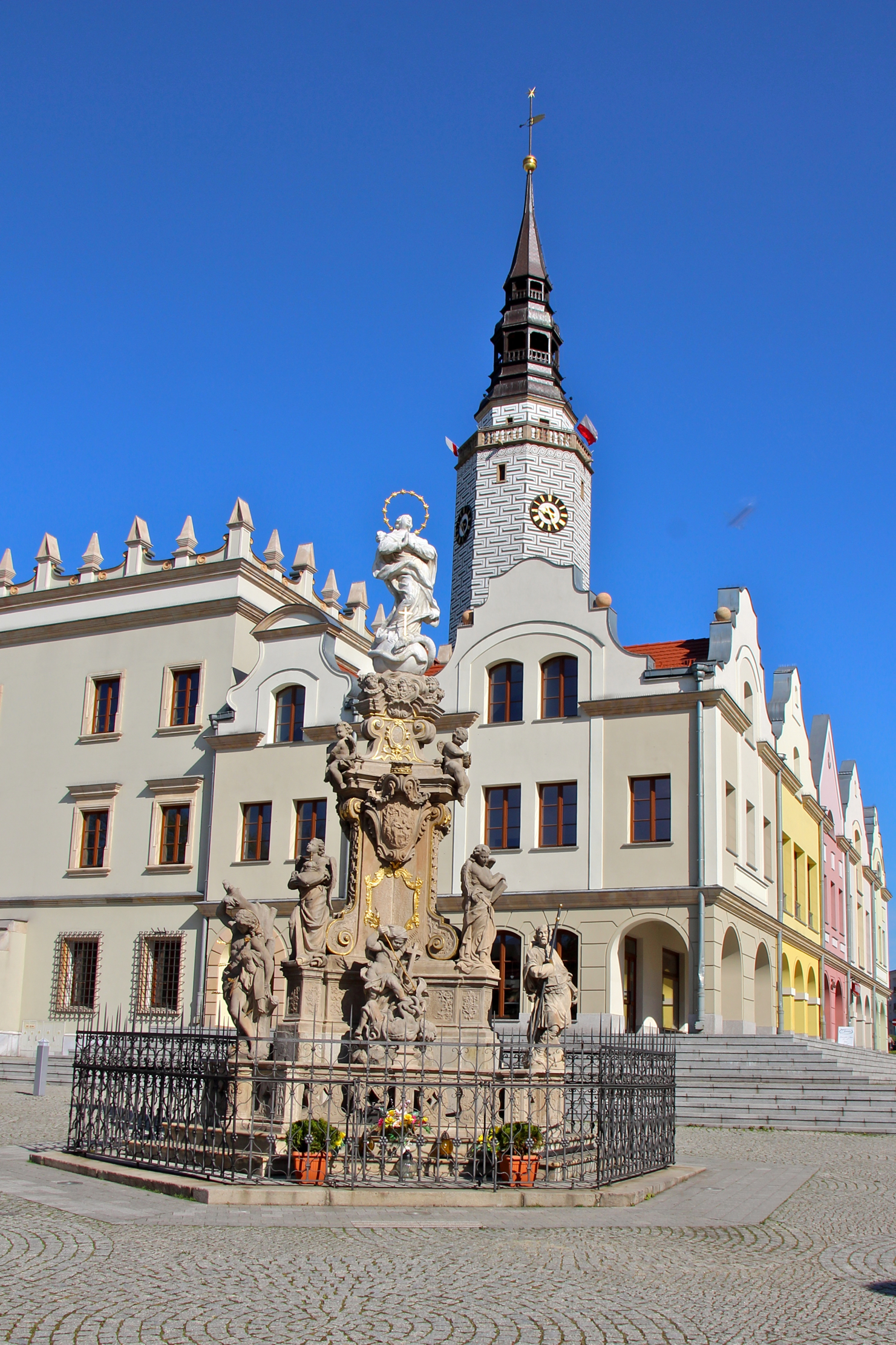
Municipale di Głubczyce
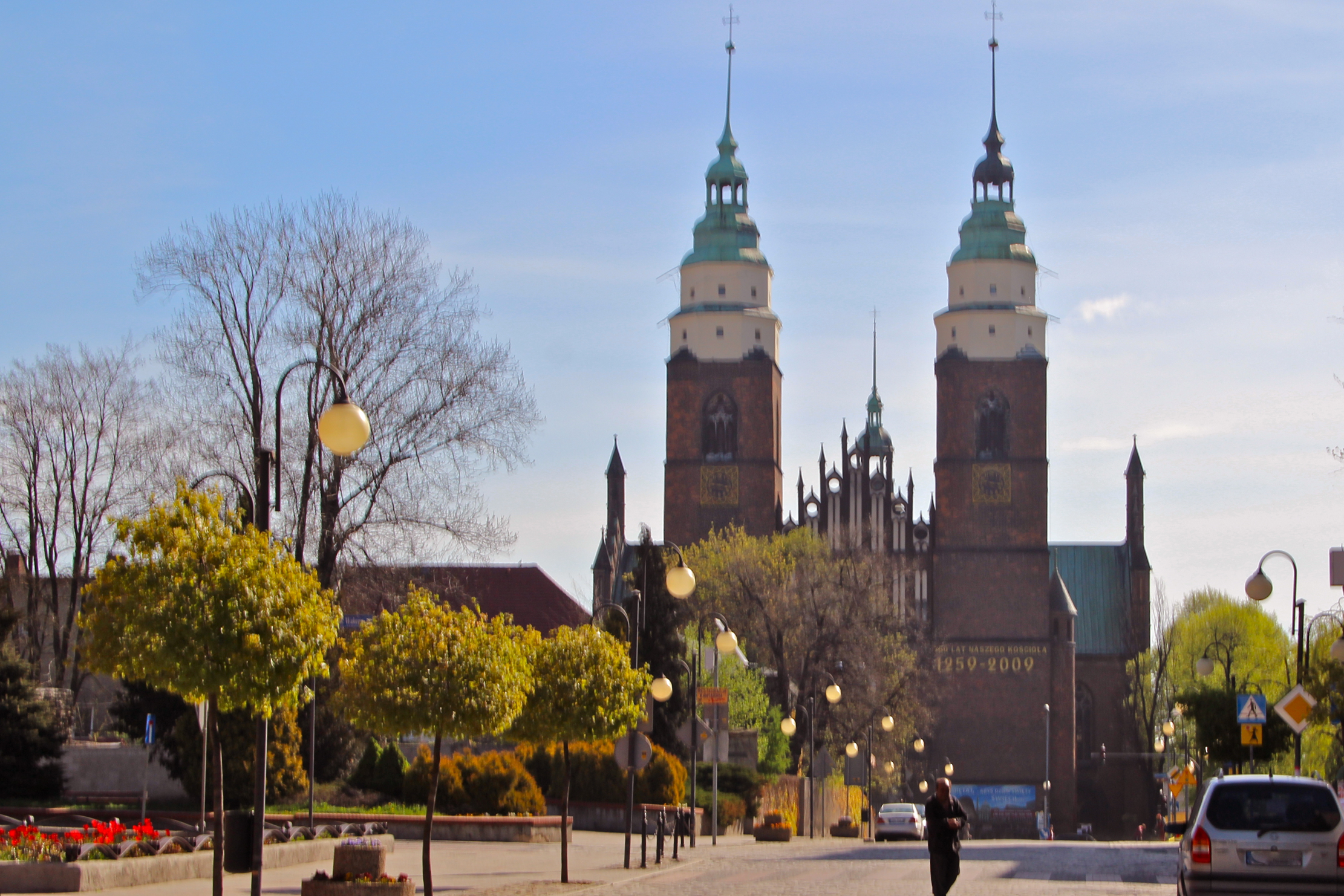
Chiesa parrocchiale
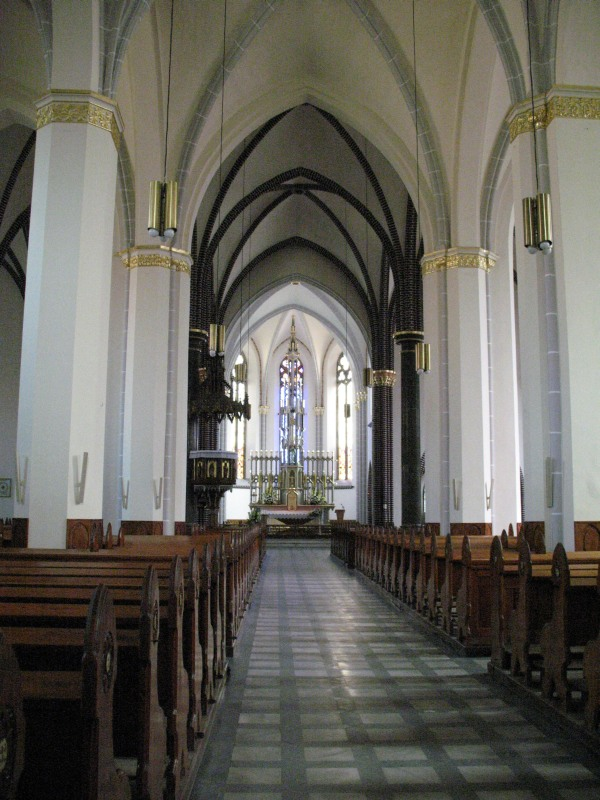
Interno della chiesa parrocchiale
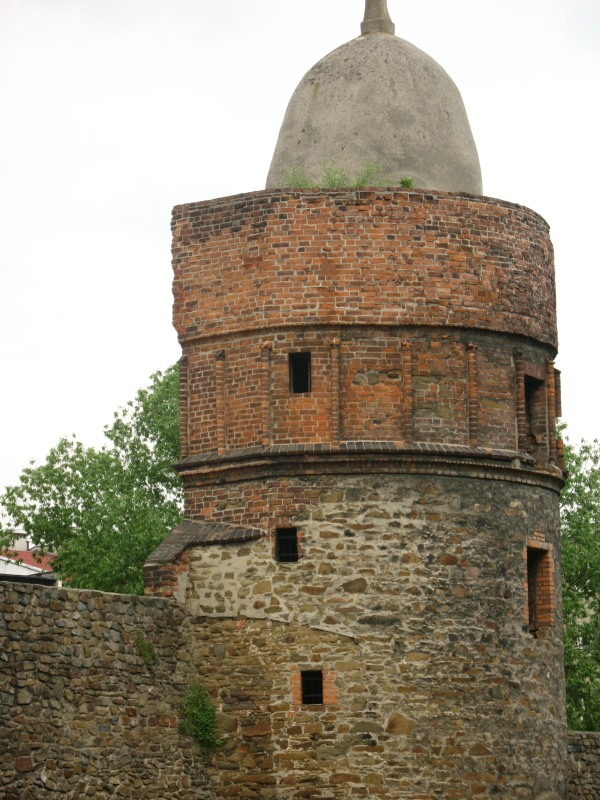
Torre di guardia nei pressi di piazza Wiosenny
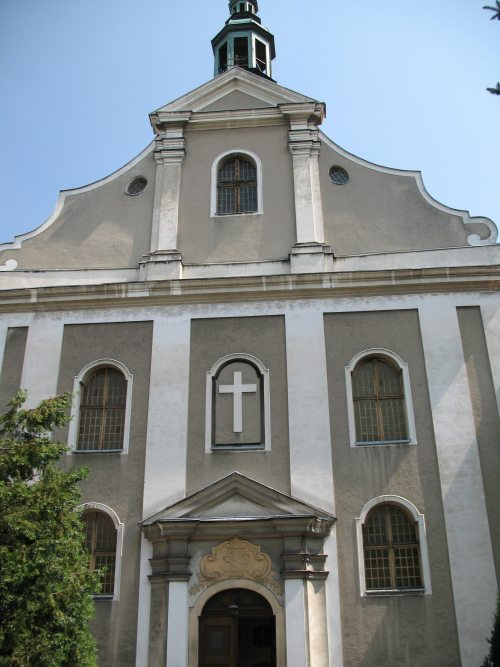
Facciata della chiesa francescana
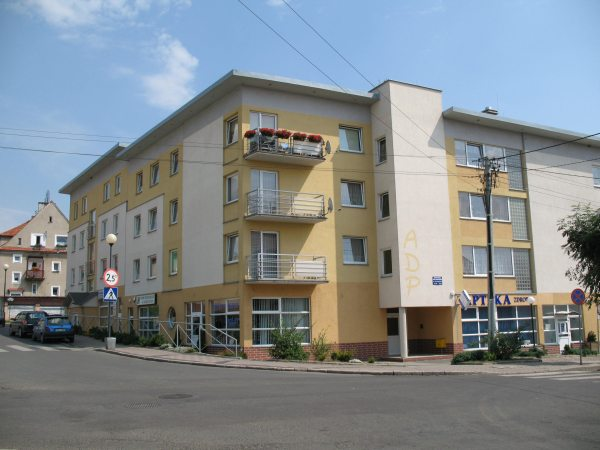
Uno dei nuovi edifici adibiti ad abitazione nei piani superiori e a zona commerciale al piano terra